# یواس‌اس چینکوتگو (ای‌وی‌پی-۲۴)
یواس‌اس چینکوتگو (ای‌وی‌پی-۲۴) (به انگلیسی: USS Chincoteague (AVP-24)) یک کشتی بود که طول آن ۳۱۰ فوت ۹ اینچ (۹۴٫۷۲ متر) بود. این کشتی در سال ۱۹۴۲ ساخته شد.